# Richard R. Hough
Richard Ralston Hough ( /ˈ h ʌ f / ; 1917 - 9 juillet 1992) est un ingénieur des Laboratoires Bell et un dirigeant d'AT&T.

## Biographie
Hough est né à Trenton, New Jersey, et fréquente la Trenton High School. Il obtient son baccalauréat ès sciences en 1939 et un diplôme d'études supérieures en 1940 en génie électrique de l'Université de Princeton. À Princeton, il fait partie de l'équipe de natation de l'école et établit plusieurs records du monde dans ce sport.
En 1980, Hough reçoit la Médaille Alexander Graham Bell de l'IEEE pour son rôle dans l'introduction de la commutation téléphonique électronique.
Il entre au Temple de la renommée internationale de la natation en 1970.
Il est mort dans un accident en 1992, lorsque l'avion privé qu'il pilotait a connu une panne de moteur près de Concord, dans le New Hampshire.